# Varillaje
Se llama varillaje al conjunto de varillas de un utensilio, se usa por lo común hablando de abanicos, paraguas y quitasoles.
El varillaje es el conjunto de varillas destinadas a un fin común o que forman parte de un objeto determinado. Así se dice: el varillaje de un paraguas o de un abanico para indicar la totalidad de las varillas que entran en la formación de cada uno de los objetos citados. El conjunto de estas varillas cumplen un rol tanto estructural como funcional.